# Julius Sabbe
Julius Ludovicus Maria Sabbe (født 14. februar 1846 i Gent, død 3. juli 1910 i Brugge) var forfatter og redaktør fra Flandern og aktiv medlem af den Flamske Bevægelse. Fra 24. september 1869 og fremefter underviste han i hollandsk på Koninklijk Atheneum i Brugge.
Mellem 1874 og 1881 udgav han det månedlige magasin De Halletoren, som blev efterfulgt af det liberale magasin Brugsche Beiaard, af hvilket han var redaktør, fra 1881 til 1910. Han var en trofast støtte af oprettelsen af en havn til Brugge. Da det falmske Het Volksbelang blev grundlagt i 1867, af Julius Vuylsteke, blev han en af redaktørerne sammen med Jozef Van Hoorde, Julius De Vigne og Adolf Hoste. I 1877 blev han æret af det Royale Belgiske Akademi for sin kantate Klokke Roelandt. Han var initiativtager til skabelsen af en statue for Jan Breydel og Pieter de Coninck, som blev indviet i 1887. Han er far til Maurits Sabbe.